# Justicia sericographis
Justicia sericographis är en akantusväxtart som först beskrevs av Christian Gottfried Daniel Nees von Esenbeck, och fick sitt nu gällande namn av Robert Graham. Justicia sericographis ingår i släktet Justicia och familjen akantusväxter. Inga underarter finns listade i Catalogue of Life.